# Ludolph van Bronkhorst
Jhr. Ludolph van Bronkhorst (Groningen, 20 mei 1813 - Scheveningen, 19 augustus 1885) was een Nederlands ondernemer uit het adellijke Gelderse geslacht van Bronkhorst. Hij was kolonel titulair, particulier secretaris van de prins van Oranje, de latere koning Willem III, hofmaarschalk, intendant van paleis Het Loo en intendant van het domein het Loo.
Ludolph van Bronkhorst verzamelde kunst, hij stond bekend als mæcenas en bracht het Nederlandse vorstenhuis met Nederlandse schilders als Johan Barthold Jongkind, Charles Rochussen en Andreas Schelfhout in contact. Willem III was een enthousiast verzamelaar van schilderijen.

## Pangka-affaire
Ludolph van Bronkhorst en zijn zwager J.G.A. Gallois speelden een belangrijke rol in de Pangka-affaire die de minister van Koloniën Jan Jacob Rochussen in 1860 ten val bracht. De affaire draaide rond zelfverrijking en een Oost-Indisch suikercontract.